# حيدلان الطيب
حَيْدَلان الطيب أو مندورة كبيرة الزهر أو جوزة طيب القَلْبَاش هي شجرة استوائية من فصيلة القشديات أو عائلة تفاح الكسترد من النباتات المزهرة . موطنها الأصلي أنغولا وبنين والكاميرون وجمهورية إفريقيا الوسطى وجمهورية الكونغو الديمقراطية وغينيا الاستوائية والجابون وغانا وغينيا بيساو وساحل العاج وكينيا وليبيريا ونيجيريا وجمهورية الكونغو وسيراليون والسودان وتنزانيا وتوغو وأوغندا.  كانت بذوره تُباع على نطاق واسع لتكون بديلًا رخيص لجوزة الطيب. لكنه أصبح الآن أقل شيوعًا خارج منطقة الإنتاج.
الوصف
شجرته تعلو من ٧ إلى ٨ أمتار. أوراقها عروة. أزهارها كبيرة القد تبدو بيضاء منمشة بالجؤوي إلى الأرجواني الزاهي. ثمارها تفاحية الشكل والقد تغلف بزورًا طبية خواصها خواص جوزة الطيب.

## الاستخدامات

### الثمار والبذور
تشبه رائحة وطعم جوزة الطيب وتستخدم تابلًا منتشر الاستخدام في مطبخ غرب إفريقية.  تُجمَع الثمار من الأشجار البرية وتُجفَّف البذور وتباع كاملة أو مطحونة لاستخدامها في اليخنة والحساء والكعك والحلويات. أما استعمالها الطبي فيشمل استخدامها منشطًا مضادًا للصداع والقروح وطاردًا للحشرات. تصنع البذور أيضًا في قلادات.

### الأخشاب واللحاء
يع خشبها صعبًا ولكنه سهل العمل به ويستخدم في النجارة وتركيبات المنازل والنجارة. يستخدم اللحاء في الطب لعلاج آلام المعدة والحمى وأمراض العيون والبواسير.

## معرِض الصور

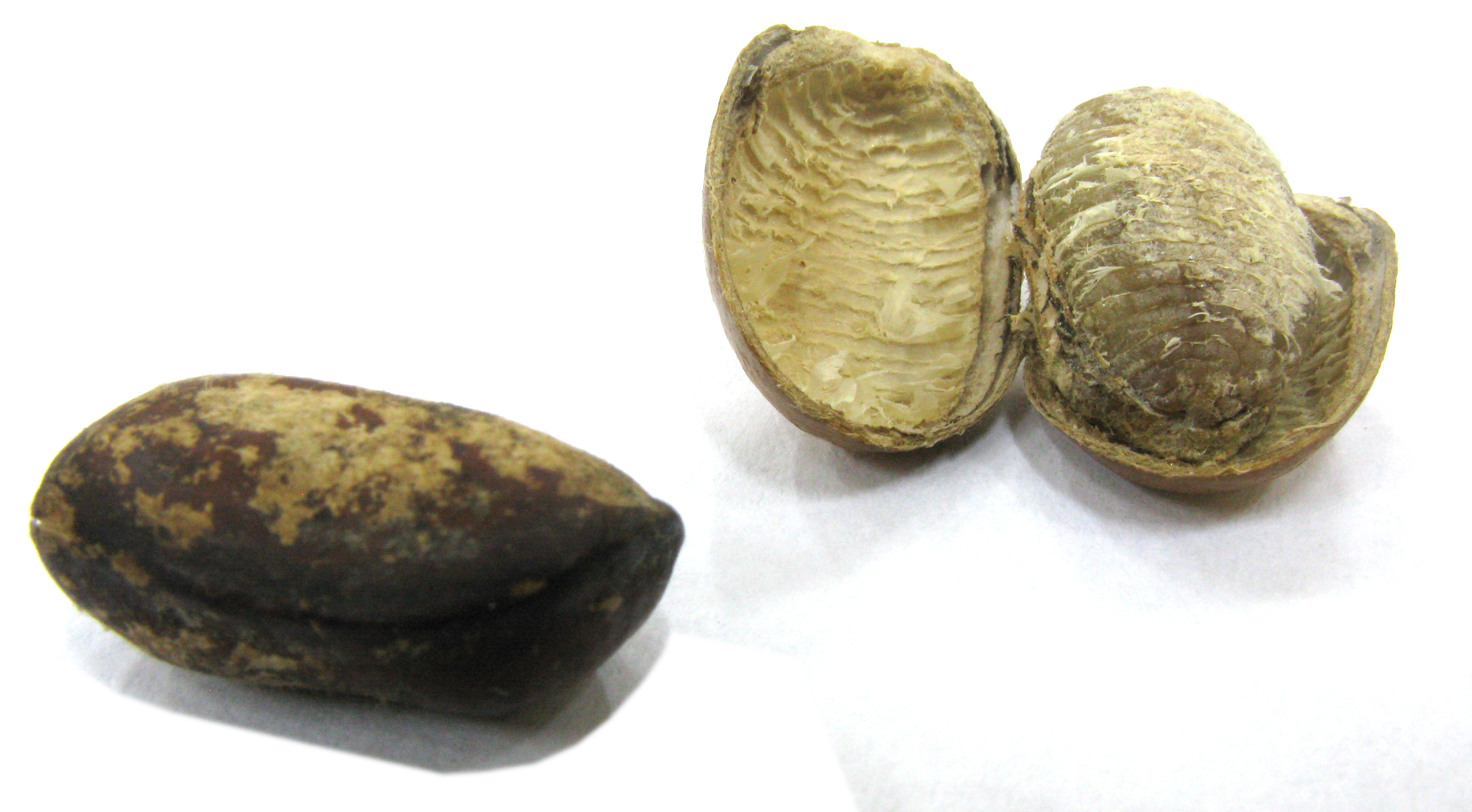
بذور حيدلان الطيب
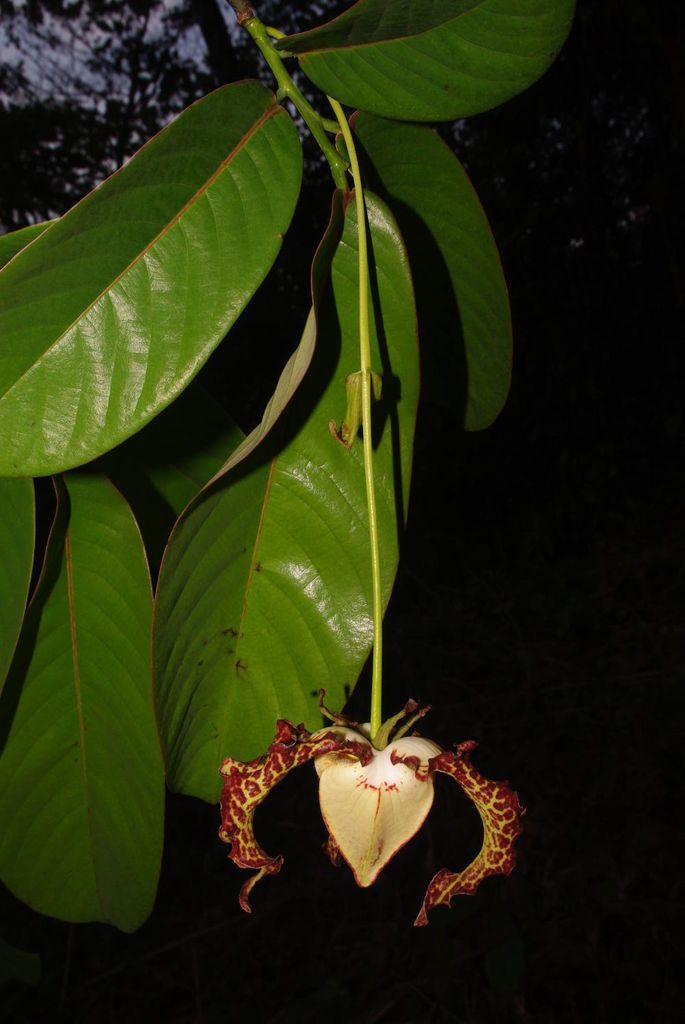
ثمرة على الشجرة
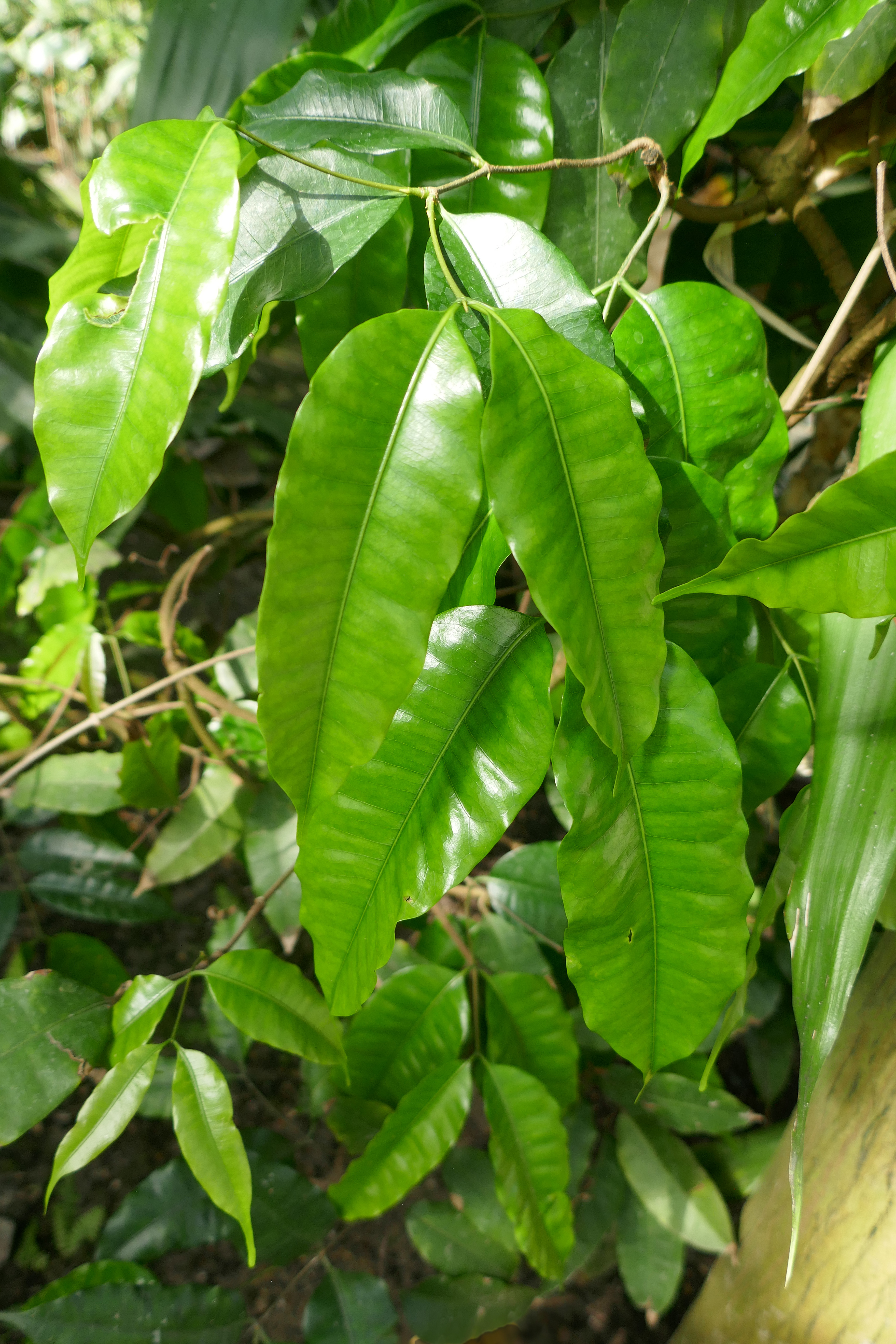
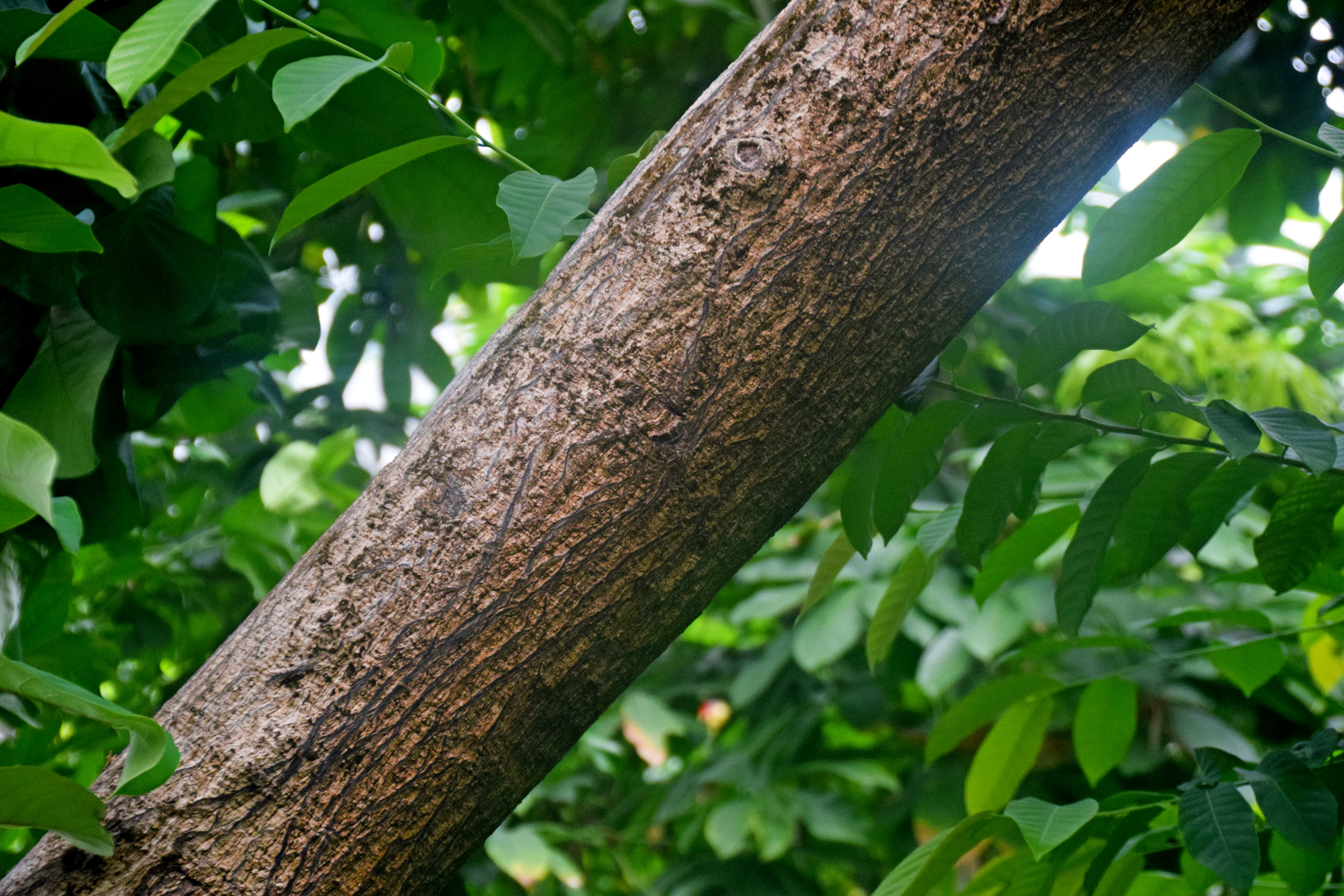
غصن ثخين